# Cervillego de la Cruz
Cervillego de la Cruz es un municipio y localidad española de la provincia de Valladolid, en la comunidad autónoma de Castilla y León. El término municipal tiene una población de 91 habitantes (INE 2024).

## Historia
A mediados del siglo XIX, el lugar contaba con una población censada de 208 habitantes. La localidad aparece descrita en el sexto volumen del Diccionario geográfico-estadístico-histórico de España y sus posesiones de Ultramar de Pascual Madoz de la siguiente manera:

CERVILLEJO DE LA CRUZ: v. con ayunt. en la prov., aud. terr. y c. g. de Valladolid (10 leg.), part. jud. de Medina del Campo (2), dióc. un año de Valladolid y otro de Avila (12): sit. en un llano con libre ventilacion y combatida principalmente por el N.: su clima es sano y las enfermedades mas comunes, fiebres gástricas é intermitentes. Tiene 80 casas, la de ayunt. que sirve de cárcel; escuela de instruccion primaria concurrida por 25 alumnos de ambos sexos, á cargo de un maestro dotado con 37 fan. de trigo y 200 rs., y una igl. parr. (San Juan Bautista), servida por un cura de primer ascenso y de provision del ob. de Avila, si ocurriese la vacante en tiempo de su jurisd., ó de la vicaria de Medina del Campo á presentación del vecindario de Cervillejo, en el caso opuesto: confina el térm. con los de Rubí de Bracamonte, Fuente el Sol y Bobadilla; dentro de él se encuentran dos fuentes de buenas y delgadas aguas de las que se sirve el vecindario para beber y demas usos. El terreno es llano y de buena calidad, comprende varios prados, cuyo producto se aplica á los propios. caminos: los locales, de herradura y en mediano estado. correo: se recibe y despacha en la adm. de Medina del Campo, por medio de un peaton; llega lunes, jueves y sábado y sale domingo, martes y jueves. prod.: cereales y vino; cria ganado lanar y caballar; caza de liebres y aves de invierno. ind.: la agrícola y algunos de los oficios mas indispensables. comercio: esportacion de frutos sobrantes á los mercados de Medina del Campo, donde se surten los vec. de los art. que les faltan. pobl.: 68 vec., 208 alm. cap. prod.: 487,848 rs. imp.: 96,580. contr.: 11,869 rs. y 20 mrs. presupuesto municipal: 1,600 rs.: se cubre con los fondos de propios.
(Madoz, 1847, p. 362)

## Demografía
Cuenta con una población de 91 habitantes (INE 2024).
| Gráfica de evolución demográfica de Cervillego de la Cruz entre 1842 y 2021                                           |
| |
| Población de derecho según los censos de población del INE. Población de hecho según los censos de población del INE. |

## Economía

### Evolución de la deuda viva
El concepto de deuda viva contempla sólo las deudas con cajas y bancos relativas a créditos financieros, valores de renta fija y préstamos o créditos transferidos a terceros, excluyéndose, por tanto, la deuda comercial.
| Gráfica de evolución de la deuda viva del ayuntamiento entre 2008 y 2014                             |
| |
| Deuda viva del ayuntamiento en miles de Euros según datos del Ministerio de Hacienda y Ad. Públicas. |

## Cultura
Cervillego de la Cruz tiene principalmente dos monumentos arquitectónicos:
- Por un lado, en la entrada del pueblo asoma una pequeña iglesia, erigida a finales de la Edad Media en memoria a San Juan Bautista, el patrón del lugar. En la fachada de la parroquia, de estilo románico mudéjar, se puede ver un retablo barroco de Pedro Correa.
- Asimismo, en 1999 se construyó un Centro de Cultura con la finalidad de homenajear al escritor nacido en este municipio, Julio Senador.

Entre los años 1755 y 1836 hubo en Cervillego de la Cruz un taller de órganos perteneciente a la familia Gil. Su fundador fue Ysidro Gil, natural de Muriel de Zapardiel. Este instauró un patrón para la construcción de órganos que luego su hijo Nicolás en 1790 y más tarde su nieto Joseph en 1805 conservaron. Por ello, los órganos que se construyeron aquí presentan características muy parecidas, así como el pequeño tamaño de estos. El resultado es una serie de 37 órganos muy similares repartidos por las provincias de Ávila y Valladolid

### Fiestas
El 3 de mayo se celebra la llamada "Cruz de Mayo", en honor a Ntra. Sra. del Rosario, por la que los vecinos organizan una gran comida. Pero las fiestas más importantes son las que tienen lugar el 29 de agosto, en las que se conmemora la Degollación de San Juan Bautista. Niños y mayores conservan las tradición de las 'peñas'.